# A Chance Deception
A Chance Deception er en amerikansk stumfilm fra 1913 af D. W. Griffith.

## Medvirkende
- Blanche Sweet.
- Charles Hill Mailes.
- Harry Carey som Raffles.
- Mildred Manning.
- John T. Dillon.